# Oliver Jones
Oliver Jones (Montréal, 1934. szeptember 11. –) kanadai dzsesszzongorista.

## Pályafutása
Szülei barbadosi származásúak voltak. Ötévesen kezdett zongorázni. Nyolcéves korában Oscar Peterson húgánál tanulva kezdett tehetsége kibontakozni.
Gyermekkorában mindenfélével fellépett Montreal környékén. Volt egy jól begyakorolt mutatványa: a zongorázás közben táncolt, játszott a zongora alá bújva, és egy kendővel a billentyűket letakarva is.
Quebecben kezdett a peofik között fellépni a Bandwagon nevű zenekarral.
1980 montreali klubokban, szállodákban dolgozott. Jones 1981-1986 között egy dzsesszklub zongoristája volt.
Első albuma, a Live at Biddles 1983-ban jelent meg.
Az 1980-as években egész Kanadát bejárta: fesztiválokon, koncerteken, klubokban jelent meg, hol szólistakánt, hol triójával. Európában és Nigériában is fellépett. Az afrikai útról dokumentumfilm is készült.

## Lemezválogatás
- Oliver Jones and Charlie Biddle (1982)
- Live at Biddle's (1983)
- The Many Moods of Oliver Jones (1984)
- Lights of Burgundy (1985)
- Speak Low, Swing Hard (1985)
- Requestfully Yours (1985)
- Cookin' at Sweet Basil (1987)
- Just Friends (1989)
- Northern Summit (1990)
- A Class Act (1991)
- Just 88 (1993)
- Yuletide Swing (1994)
- From Lush to Lively (1995)
- Have Fingers Will Travel (1997)
- Just In Time (1998)
- One More Time (2006)

## Díjak
→ 